# Bahía Laura (Argentina)
La bahía Laura es un cuerpo de agua ubicado en la costa centro-norte de la Provincia de Santa Cruz (Argentina). Se halla aproximadamente a 80 km en línea recta al sudoeste de la ciudad de Puerto Deseado, inmediatamente al sur de la Bahía Desvelos. Se encuentra aproximadamente en la posición geográfica 48°22′36″S 66°25′29″O / -48.37667, -66.42472. Se trata de una amplia bahía cuyo límite norte se encuentra en Cabo Guardián, y el límite sur es Punta Mercedes. 
Se caracteriza por la presencia de afloramientos porfíricos de la formación Bahía Laura en los extremos norte y sur de la bahía. El resto de la bahía está formada por numerosos escalones constituidos por sucesivos cordones de playa de cantos rodados con mezclas de cascajos de conchilla de origen pleistocenico y holocénico.
Antiguamente existía un poblado llamado también Bahía Laura, el cual llegó a tener hasta 25 casas. Sin embargo, debido a múltiples causas, el mismo no prosperó y quedó deshabitado durante la década de 1950.

## Reservas naturales

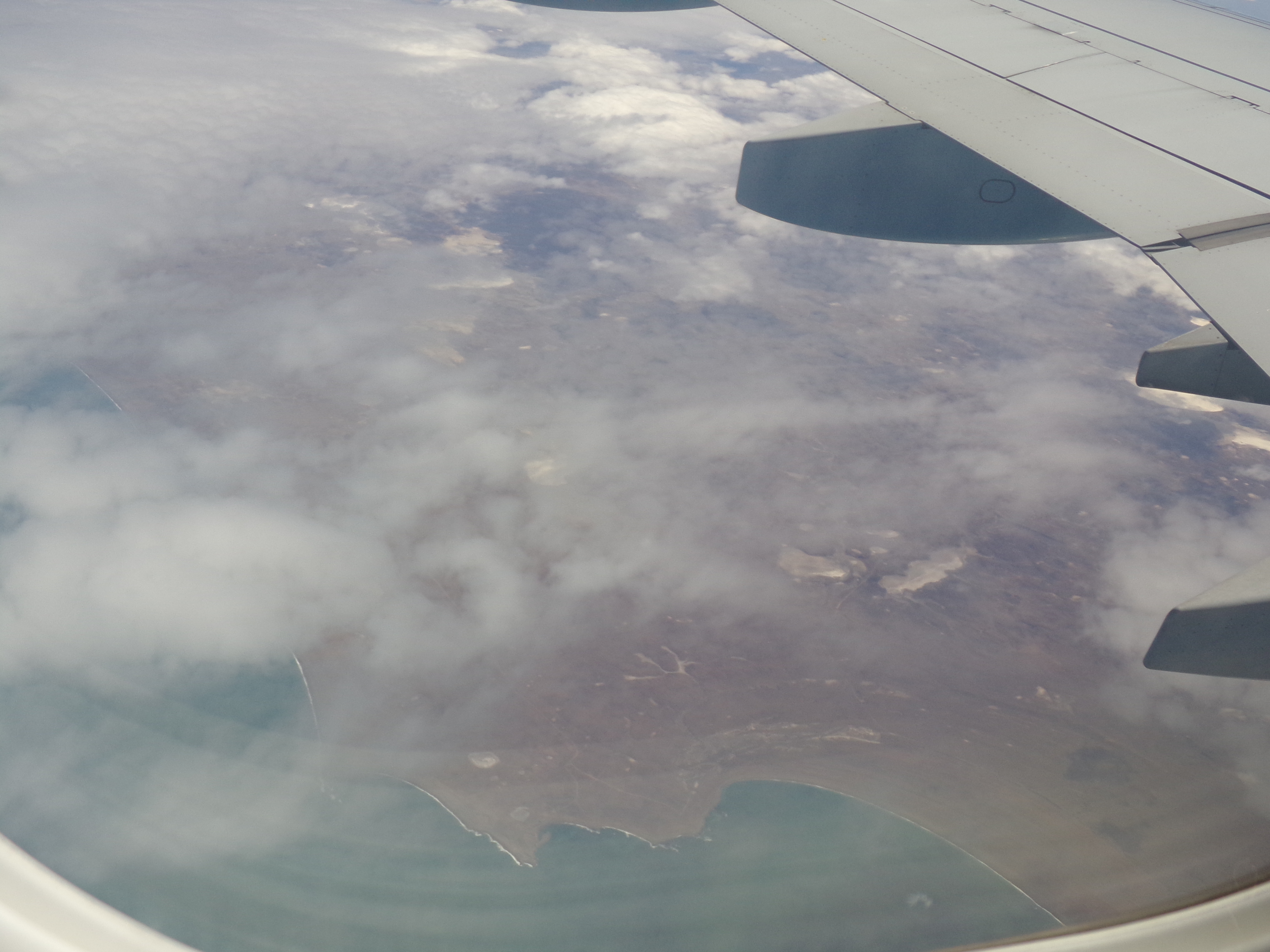
Vista aérea del sector sur de la bahía Laura con la punta Mercedes (parte inferior de la foto).

La zona de Bahía Laura está protegida por la Reserva Natural Provincial Intangible Bahía Laura, la que comprende el territorio entre Cabo Guardián por el norte y Punta Mercedes como extremo sur. En esta zona existen varias colonias de nidificación de pingüino de Magallanes (Spheniscus magellanicus), cormorán imperial (Phalacrocorax atriceps), cormorán de cuello negro (Phalacrocorax magellanicus), cormorán gris (Phalacrocorax gaimardi), cormorán biguá (Phalacrocorax olivaceus) y gaviota cocinera (Larus dominicanus). También nidifican otras aves como, escúa chileno (Stercorarius chilensis), escúa antártico (Stercorarius maccormicki), ostrero negro (Haematopus ater), ostrero común (Haematopus ostralegus) y quiula patagónica (Tinamotis ingoufi). Se observa la presencia regular de pato vapor cabeza blanca (Tachyeres leucocephalus), pato crestón (Anas specularoides), zarapito pico recto (Limosa haemastica), zarapito trinador (Numenius phaeopus), playero rabadilla blanca (Calidris fuscicollis), Playero de Baird (Calidris bairdii), págalo chileno (Stercorarius chilensis), págalo antártico (Catharacta antarctica), charrán patinegro (Thalasseus sandvicensis) y chorlito doble collar (Charadrius falklandicus). También existen bosques submareales de cachiyuyo (Macrocystis pyrifera).

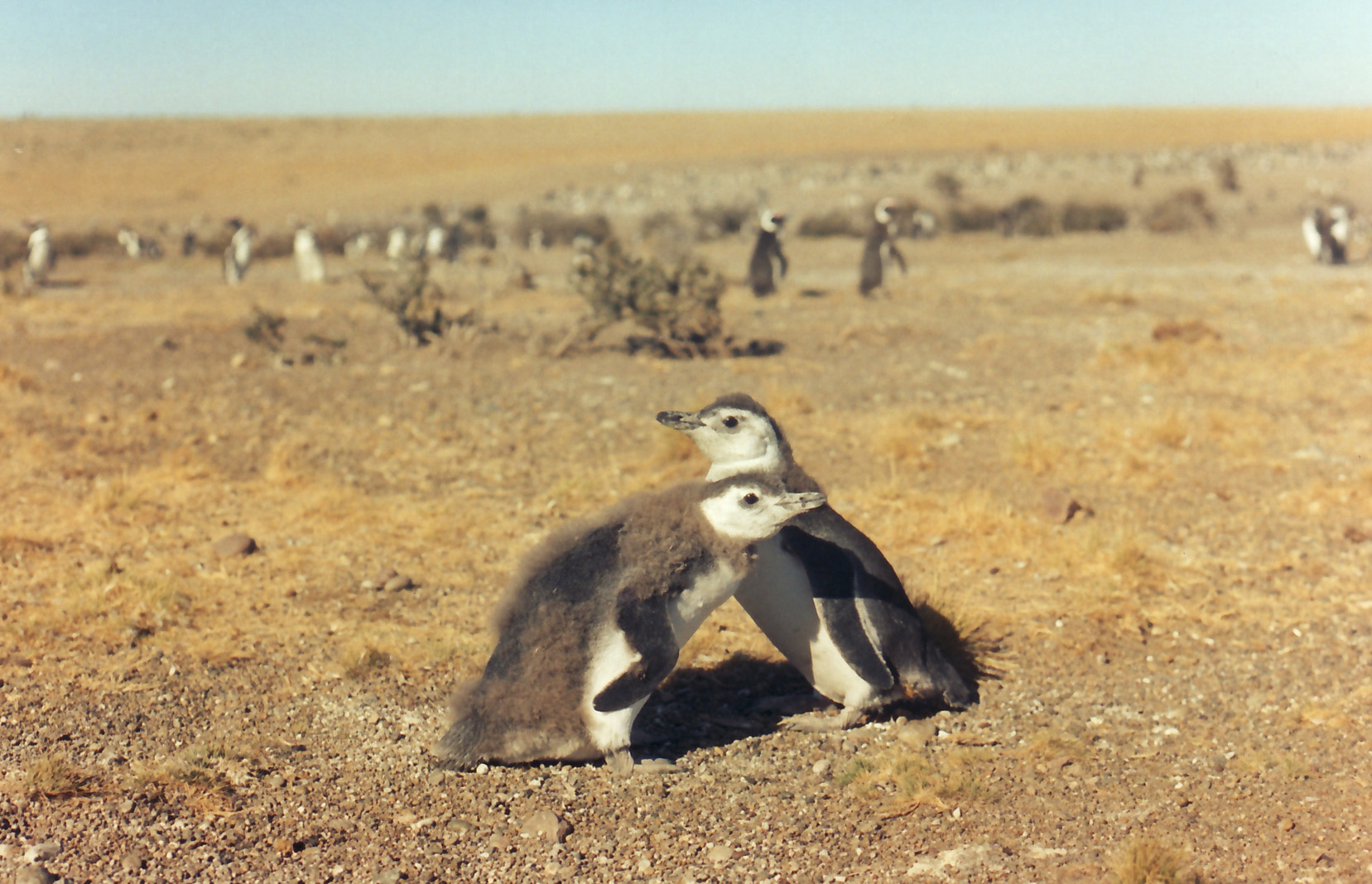
Vista de una pareja de pingüinos de Magallanes en cabo Guardián.